# Madden NFL 98
Madden NFL '98 är ett fotbollsdatorspel. Den har John Madden på omslaget. Det var den senaste versionen av Madden-serien som skulle släppas för Super NES, Genesis och Sega Saturn-plattformarna, liksom det senaste Madden-spelet för att utnyttja de 2D-sprite-baserade spelmodellerna för spelarna/domaren på 3D-spelfält.